# Асадов, Васиф
Васи́ф Аса́дов (азерб. Vasif Əsədov, 27 августа 1965) — советский и азербайджанский легкоатлет, выступавший в тройном прыжке. Участник летних Олимпийских игр 1996 года, бронзовый призёр чемпионата Европы в помещении 1988 года, бронзовый призёр чемпионата Азии 1995 года, серебряный призёр чемпионата СССР в помещении 1988 года.

## Биография
Васиф Асадов родился 27 августа 1965 года.
В 1988 году завоевал серебряную медаль чемпионата СССР в помещении в тройном прыжке с результатом 17,37 метра.
В том же году завоевал серебряную медаль на чемпионате Европы по лёгкой атлетике в помещении, проходившем в Будапеште. Асадов прыгнул на 17,23 метра, уступив Олегу Сакиркину из СССР (17,30) и Беле Бакоши из Венгрии (17,25).
После распада СССР представлял Азербайджан.
В 1995 году завоевал бронзовую медаль чемпионата Азии, проходившего в Джакарте. Асадов с результатом 16,53 проиграл Чжэнь Цзычжи из Китая (16,78) и Алексею Фатьянову из Азербайджана (16,68).
В 1996 году вошёл в состав сборной Азербайджана на летних Олимпийских играх в Атланте. В квалификации тройного прыжка показал результат 16,21, заняв 27-е место и уступив 52 сантиметра худшему из попавших в финал — Фрэнку Рутерфорду с Багамских Островов.

## Личные рекорды
- Тройной прыжок — 17,33 (18 июня 1990, Брянск)[4]
- Тройной прыжок (в помещении) — 17,37 (12 февраля 1988, Волгоград)[4]